# David Ximenes

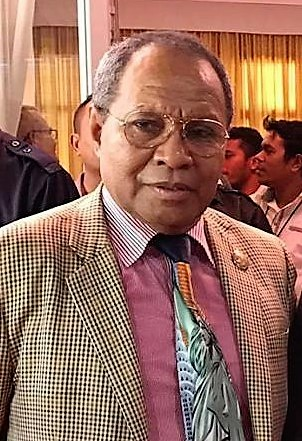
David Dias Ximenes (2017)

David Dias Ximenes (* 1. März 1953 in Alawa Leten, Baguia, Portugiesisch-Timor), Kampfname Mandati, ist ein Politiker aus Osttimor. Er ist Mitglied der Partei FRETILIN.

## Werdegang
David Dias Ximenes ist der Sohn von Julio Dias Ximenes und Marcelina Guterres. Er besuchte die Schule in Ossu, die Prä-Sekundarschule des Colegio Fatumaca und schließlich das Liceu Dr. Francisco Machado in Dili. Nach der Wiederherstellung der Unabhängigkeit Osttimors 2002 studierte Ximenes an der Universidade Nasionál Timór Lorosa’e (UNTL) und machte hier 2010 seinen Abschluss in Öffentlicher Verwaltung und Recht.
Ximenes absolvierte eine Schule für den Öffentlichen Dienst und wurde dann Offizier in der portugiesischen Armee. Von 1974 bis 1975 war er Delegierter der FRETILIN für Baguia. Nach dem Einmarsch der indonesischen Armee schloss sich Ximenes dem Widerstand im Untergrund an, während er offiziell Offizier der indonesischen Streitkräfte wurde. Am 10. Juni 1980 organisierte Ximenes den Angriff von FALINTIL-Einheiten auf mehrere Ziele im Umkreis von Dili. Von 1980 bis 1991 befand Ximenes sich deswegen in Haft. Wieder frei wurde er noch im selben Jahr stellvertretender Sekretär der FPI (Frente Política Interna). Von 1997 bis 1999 war er Sekretär der FPI, befand sich aber von 1997 bis 1998 erneut in indonesischer Haft. Vom Conselho Nacional de Resistência Timorense (CNRT), dem Widerstand gegen die indonesische Besatzung, war er Vizepräsident innerhalb Osttimors und ab 1998 Mitglied der Nationalen Politkommission. 1999 arbeitete Ximenes als Koordinator des Unabhängigkeitsreferendums in Osttimor. Leandro Isaac und er waren die einzigen Vertreter der CNRT-Führung, die während der Gewaltwelle im April 1999 in Dili blieben. Isaac suchte Schutz bei der Polizei, während Ximenes von Haus zu Haus wechselte. Nur nachts konnte er sich mit anderen Aktivisten und Journalisten treffen. Sein eigenes Haus und sein Motorrad wurden verbrannt.
Von 2002 bis 2004 war Ximenes Direktor des Katastrophenschutzes. Von 2005 bis 2007 gehörte er den ersten drei Regierungen Osttimors als Staatssekretär für Veteranen und ehemalige Kämpfer an. 2007 zog er, nachdem die FRETILIN die Regierung abgeben musste, als Abgeordneter in das Nationalparlament Osttimors ein. Hier gehörte er der Kommission für Außenangelegenheiten, Verteidigung und Nationale Sicherheit (Kommission B) und war in der Legislaturperiode von 2012 bis 2017 Präsident der Kommission. Seit 2014 ist Ximenes Vorsitzender der Interparlamentarischen Union im Parlament und seit 2016 Vorsitzender der parlamentarischen Gruppe für die Überwachung der Seegrenzen.
Seit 2017 ist Ximenes Mitglied im Nationalen Sicherheitsrat.
Bei den Parlamentswahlen in Osttimor 2017 kandidierte Ximenes für die FRETILIN auf Platz 9 und zog damit wieder in das Nationalparlament ein. Er war wieder Mitglied der Kommission B. Da die Minderheitsregierung von FRETILIN und PD sich im Parlament nicht durchsetzen konnte, löste es Präsident Francisco Guterres auf und rief zu Neuwahlen auf. Ximenes gelang bei der Neuwahl am 12. Mai 2018 auf Platz 5 der FRETILIN-Liste der erneute Einzug ins Parlament, wo die FRETILIN nun die stärkste Oppositionspartei ist. Ximenes blieb in der Kommission für Außenangelegenheiten, Verteidigung und Sicherheit (Kommission B).
Bei den Parlamentswahlen 2023 hatte Ximenes Platz 8 der Liste der FRETILIN inne und erhielt wieder einen Sitz im  Nationalparlament.

## Auszeichnungen
Ximenes ist Träger des Ordem Nicolau Lobato und des Ordem de Timor-Leste.